# Provincia de Taranaki
Taranaki era una provincia de Nueva Zelanda desde 1853 hasta la abolición del gobierno provincial en 1876. Inicialmente conocida como la provincia de Nueva Plymouth, pasó a llamarse Taranaki el 1 de enero de 1859.

## Área
Con una superficie de unos 8 100 km², la provincia de Nueva Plymouth fue la más pequeña de las seis provincias iniciales, y también fue la menos poblada. El asentamiento europeo comenzó en Nueva Plymouth en 1841, que era la capital de la provincia. Durante los primeros 30 años, el asentamiento europeo no se extendió muchas millas más allá de Nueva Plymouth.

## Historia
A principios del siglo XIX, una franja costera de aproximadamente 3,2 a 6,4 km de profundidad estaba densamente poblada de maoríes. Las tribus de la región de Waikato amenazaron a estos ngāti awa, y durante la década de 1820, muchos de los habitantes abandonaron Taranaki. En 1832, las tribus de Waikato lanzaron un asalto con armas de fuego, lo que provocó que los ngāti awa restantes murieran o fueran esclavizados, aparte del Otaku pā en Nueva Plymouth. Cuándo los emigrantes ingleses llegaron en 1841, encontraron tierras desiertas.
El poblamiento de la provincia fue organizado por la Compañía Plymouth, una subsidiaria de la Compañía de Nueva Zelanda, que más tarde fue absorbida por su compañía matriz. Taranaki fue elegido para el poblamiento por el inspector Frederic Carrington, y Nueva Plymouth fue la única ciudad fundada en el país a través de un poblamiento organizado que carecía de un puerto natural. Carrington argumentó que la tierra fértil y los puertos naturales no se juntan en Nueva Zelanda, y que la tierra es más importante para el asentamiento, y que un puerto artificial luego será asequible. Estaba presente cuando se construyó el rompeolas 40 años después de que se fundara Nueva Zelanda.

## Superintendentes
Taranaki tuvo cuatro superintendentes:
| Número | De           | A            | Superintendente            |
| 1      | 18 Jul 1853  | 13 Dic 1856  | Charles Brown              |
| 2      | 3 Feb 1857   | Jun/Jul 1861 | George Cutfield            |
|        | Jun/Jul 1861 | 8 Ago 1865   | Charles Brown (2.º tiempo) |
| 3      | 7 Sep 1865   | 8 Sep 1869   | Henry Robert Richmond      |
| 4      | 2 Oct 1869   | 1 Ene 1877   | Frederic Carrington        |